# Verknallt in einen Talahon
"Verknallt in einen Talahon" er en tysk sang hvor musik og stemme er genereret med generativ kunstig intelligens. 
I august 2024 blev den noteret som nummer 48 på en tysk hitliste og blev derved muligvis den første sang genereret med kunstig intelligens der opnåede hitlisteplacering.
Musikken er skabt af Josua Waghubinger under navnet Butterbro ved hjælp af internettjenesten Udio.
Teksten er skrevet af Waghubinger selv.
Sangen er i slager-genren, men teksten beskriver parodisk en moderne situation med en kvinde der er forelsket i en machoagtig fyr.
Det tyske musikmagasin laut.de skriver at musikken "swinger gennem fire minutter i en iørefaldende melodiøs gammelsdags-slagerstil, med strygere, guitar og krystalklar, stereotyp erotisk kvindestemme".
"Talahon" er et tysk nyord afledt fra arabisk "kom her". Ordet beskriver en ung utilpasset mand med designertøj og assessories og sædvanligvis af immigrant herkomst.
Ordet har været beskrevet på Urban Dictionary siden maj 2024.